# Colégio Romano

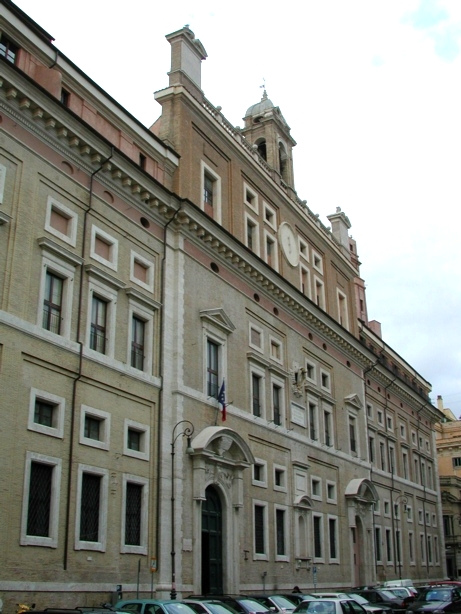
A fachada do Colégio Romano

O Colégio Romano (em latim: Collegium Romanum, em italiano: Collegio Romano) foi uma escola criada por Santo Inácio de Loyola em 1551, apenas 11 anos depois de ele fundar a Companhia de Jesus (jesuítas). Ele rapidamente cresceu para incluir classes desde o ensino fundamental até o nível universitário e mudou-se para vários locais sucessivos para acomodar sua crescente população estudantil. Com o patrocínio do Papa Gregório XIII, a sede final do Colégio Romano foi construída em 1584 perto do centro do bairro mais histórico de Pigna de Roma, no que hoje é chamado de Piazza del Collegio Romano, acrescentando a igreja de Santo Inácio em 1626, e um renomado observatório em 1787. O colégio permaneceu neste local por 286 anos até a revolucionária Captura de Roma em 1870. 

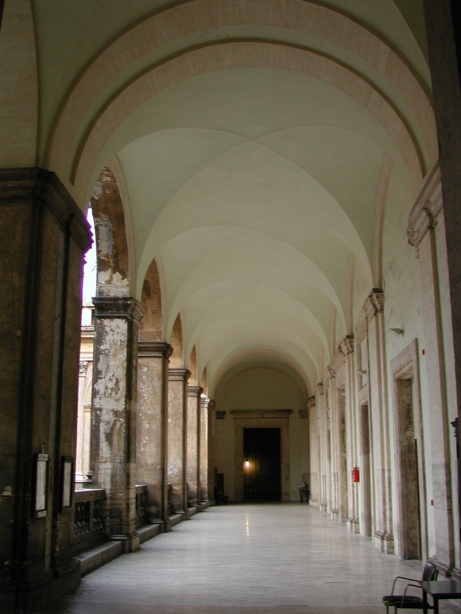
Colégio Romano.

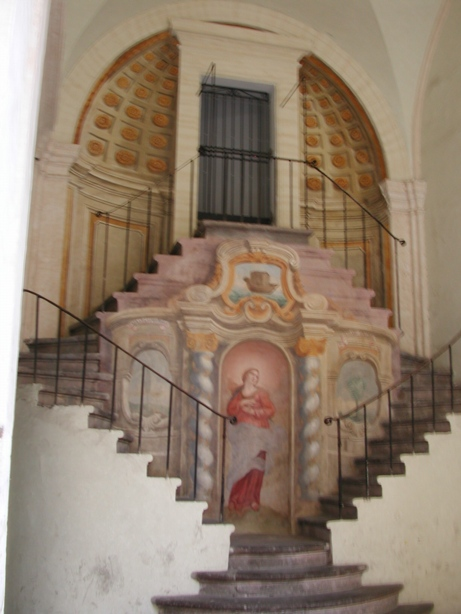
Um afresco no Colégio Romano.

Em 1873, as faculdades filosóficas e teológicas remanescentes do Colégio Romano mudaram-se para novos bairros e formaram a Universidade Gregoriana, nomeada em homenagem ao patrono do Colégio.
Embora assumidos pelo governo italiano, os edifícios originais em um quarteirão quadrado inteiro lembram o compromisso inicial dos jesuítas com a educação. Atualmente, sua ala leste abriga a sede do Ministério do Patrimônio e Cultura (com entrada pela Via del Collegio Romano) e a ala com vista para a praça abriga o colégio Ennio Quirino Visconti.

## História
Inácio de Loyola cria em 1549 o colégio de Messina iniciando um novo apostolado para os jesuítas: o ensino. Em parte, para suprir a carência de escolas da época, em parte para dar melhor formação ao clero, seja secular ou regular. Assim nasce o Colégio Romano. Tal foi possível graças a uma doação feita por Francisco Borgia. Em 1551 o Colégio era apenas uma pequena casa ao pé do Campidoglio. Sobre a porta encontrava-se a inscrição: Escola de Gramática, Humanidades e Doutrina Cristã. Logo percebeu-se que o espaço era exíguo para a demanda que se apresentava e então Inácio começa a pensar em um novo prédio, mais adequado a um maior número de alunos.